# طب اورژانس

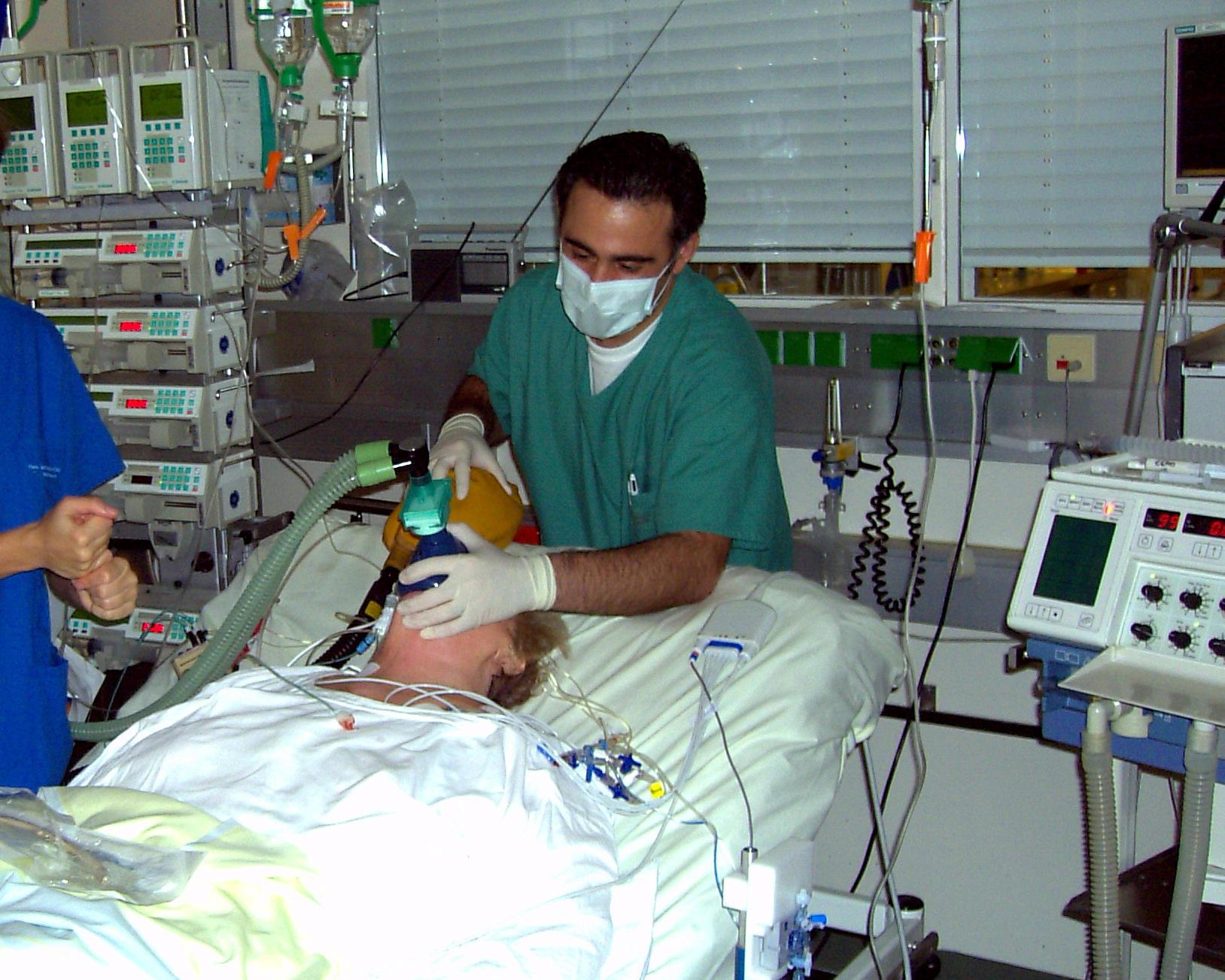
تنفس مصنوعی از طریق آمبوبگ در زمان لوله‌گذاری در اورژانس

مانیتور قلبی، ECG قابل حمل یکپارچه و دفیبریلاتور خارجی

عملکرد برانکارد انتقال مصدومین

طب اورژانس (به فرانسوی: Médecine d’urgences) یا پزشکی اورژانس یکی از تخصص‌های نسبتاً جدید پزشکی است که حیطه فعالیت‌های آن در زمینه بیمارانی است که نیازمند اقدامات سریع فوریت‌های پزشکی بوده و باید هر چه زودتر تحت درمان قرار گیرند.

## تاریخچه طب اورژانس
طب آکادمیک اورژانس نخستین بار حدود چهل سال قبل در پاسخ به افزایش انتظارات مردمی برای دسترسی شبانه‌روزی به مراقبت‌های پزشکی کیفی و تخصصی با تأسیس اولین دوره تربیت دستیار در این رشته در دانشگاه سینسیناتی اوهایو آمریکا پا به عرصه وجود نهاد.
ارائه خدمات پزشکی در بیماران مراجعه‌کننده به اورژانس‌ها، در نظام سلامت جامعه اهمیت خاصی دارد. علی‌رغم پیشرفت پزشکی در سالیان اخیر و بالندگی رشته‌های تخصصی و فوق تخصصی، کیفیت خدمات اورژانس بهبود قابل توجهی نداشت.
ایده ایجاد رشته طب اورژانس برخاسته از چنین مشکلاتی بوده‌است. برخلاف بسیاری از رشته‌ها که وسعت اطلاعات علمی و کشفیات جدید باعث به وجود آمدن آن‌ها شد، طب اورژانس تنها در پاسخ به تقاضا و نیازهای بهداشتی جامعه شکل گرفت.

## تاریخچه و روند طب اورژانس در ایران

### تاریخچه
ضرورت راه اندازی این رشته در ایران در سال ۱۳۷۵ مورد تصویب نشست شورای آموزش پزشکی و تخصصی کشور قرار گرفت. ابتدا در سال ۱۳۷۹ راه اندازی این رشته به عنوان یک برنامه راهبردی در سطح وزارت بهداشت درمان و آموزش پزشکی مطرح گردید و در پی آن دانشگاه علوم پزشکی ایران با دریافت مجوز رسمی از شورای گسترش دانشگاه‌ها، مسئولیت اولین دوره تربیت دستیاران طب اورژانس را بر عهده گرفت.
بالاخره در سال ۱۳۸۰ اولین گروه آموزشی طب اورژانس در دانشگاه علوم پزشکی ایران و در بیمارستان رسول اکرم، به همت علی بیداری شکل گرفت و تربیت دستیار تخصصی طب اورژانس برای اولین بار آغاز شد.
فارغ التحصیلان در سال ۱۳۸۳ در دو دانشگاه علوم پزشکی تهران و شهید بهشتی گروه‌های آموزشی طب اورژانس را تشکیل دادند و فارغ التحصیلان بعدی در دانشگاه‌های علوم پزشکی تبریز، اصفهان، مشهد، اهواز، بندرعباس، کرمانشاه، گیلان، مازندران، کرمان، دانشگاه علوم پزشکی ارتش و بقیةالله جذب شدند تا مقدمات ایجاد بخش آکادمیک طب اورژانس را فراهم سازند.
با افزایش تعداد متخصصان طب اورژانس نیاز به یک تشکل علمی و صنفی که نماینده حقوقی و علمی آنان باشد احساس شد و در نهایت در سال ۱۳۸۴ انجمن علمی طب اورژانس ایران پایه‌گذاری شد. از سال ۱۳۸۴ انجمن طب اورژانس تقریباً هر ساله کنگره‌ای را به منظور معرفی دستاوردهای علمی و پژوهشی در تمام زمینه‌های مراقبتهای اورژانس پیش بیمارستانی، بیمارستانی و بلایا برگزار می‌نماید. نخستین کنگره در آذر ۸۴ با شرکت مهمانانی از خارج از کشور برگزار شد. کنگره دوم در خرداد ۸۶ و کنگره سوم در آذر ۸۷ برگزار گردید. انجمن طب اورژانس چهارمین کنگره خود را در دی ماه سال ۱۳۸۸ برگزار نمود.

### سند ارتقای خدمات اورژانس بیمارستانی
اجرای سند ارتقای خدمات اورژانس بیمارستانی از سال ۸۸ با همکاری ۲۲ دانشگاه علوم پزشکی آغاز شد و تعیین تکلیف بیمار کمتر از شش ساعت، خروج بیمار از اورژانس کمتر از ۱۲ ساعت، ترخیص با رضایت شخصی بیمار، تعداد احیای قلبی و تنفسی، زمان رسیدگی به بیمار و استقرار متخصصان مقیم در اورژانس، از جمله شاخص‌های ارتقای عملکرد بیمارستان‌های کشور است که به آن‌ها ابلاغ شده‌است.

## دامنه فعالیت
متخصصان اورژانس عمدتاً در بخش اورژانس فعالیت می‌کنند و اطلاعات و مهارت‌های زیادی در تمام اورژانس‌های رشته‌های مختلف دارند. به‌طور مثال یک متخصص طب اورژانس می‌تواند مثل یک متخصص بیهوشی راه هوایی را اداره کند، مثل یک متخصص قلب سکته قلبی و انواع نامنظمی‌های ریتم قلبی را درمان کند، مثل یک جراح لوله سینه‌ای(chest tube)، کاتتر دابل لومن دیالیز (معروف به شالدون: لوله کوچک انعطاف‌پذیر که در داخل وریدهای بزرگ بیماران برای انجام دیالیز کار گذاشته می‌شود) و کاتتر مرکزی وریدی (لولهٔ نرم و انعطاف‌پذیر) تعبیه نماید، مثل یک ارتوپد شکستگی‌ها و دررفتگی‌ها را درمان کند (به شرطی که عمل جراحی نیاز نداشته باشد)، مثل یک متخصص گوش و حلق و بینی خونریزی‌های بینی را اداره نماید و مثل یک متخصص داخلی اورژانس‌های این رشته را اداره نماید.
دیگر مهارت‌هایی که متخصصان طب اورژانس در طول دوره تحصیل خود کسب می‌کنند و معمولاً مختص این رشته تخصصی هستند عبارتند از: درمان بیماران دچار آسیب‌های چندگانه (مثل شکستگی استخوان‌ها، آسیب اعضاء داخلی بدن و شوک)، درمان بیماری‌های محیطی (همچون گرما زدگی، سوختگی، برق گرفتگی و…)، برخورد با مسمومیتها، اداره بیمار نیازمند احیا قلبی ریوی، درمان قربانیان حوادث هسته ای، میکروبی و شیمیایی و…
همچنین متخصصان طب اورژانس مهارت‌های ویژه‌ای در امور مدیریتی اورژانس دارند که از آن جمله می‌توان به موارد زیر اشاره کرد: مدیریت بخش اورژانس، طراحی فضای فیزیکی بخش اورژانس، تریاژ، مدیریت بحران در سطح بیمارستان و نیز در سطح جامعه، مدیریت و طراحی اورژانس پیش بیمارستانی و…
متخصصان طب اورژانس علاوه بر نظارت بر شرایط بیمار طی حضور در اورژانس توانایی درمان موارد اورژانسی بیمار یا شناسایی علت یا علل اصلی مولد علائم بیماری را نیز دارند که این توانایی‌ها، هم رسیدگی به بیمار و هم شرایط بستری یا ترخیص بیمار را تسریع می‌کند.
بسیاری از بیماران بستری در اورژانس با مراقبت‌های اولیه بهبود می‌یابند و عده‌ای تنها نیازمند بررسی اولیه و پیگیری در سرویس تخصصی هستند و بیماری‌شان نیازی به بستری فوری ندارد.
مسئولیت آموزش پرستاران اورژانس، پرسنل اورژانس پیش‌بیمارستانی و بالا بردن آگاهی مردم در برخورد با سوانح و حوادث پزشکی و حتی بلایای طبیعی بر عهده گروه طب اورژانس است.

## فلوشیپ ها
این رشته دارای فلوشیپ‌های زیادی در سراسر دنیا می‌باشد ولی در حال حاضر فقط فلوشیپ مسمومیت در ایران وجود دارد.
سایر فلوشیپ‌های رشته تخصصی طب اورژانس در سراسر دنیا شامل موارد زیر است:
۱- مدیریتی
۲- قلب و عروق
۳- سونوگرافی
۴- اطفال
۵- نورولوژی - عروقی
۶- تروما
۷- خدمات فوریتهای پزشکی
۸- طب مناطق دورافتاده
۹- شبیه‌سازی
۱۰- SEM و سلامت جمعیت
۱۱- بین‌المللی
۱۲- پزشکی مراقبت ویژه
۱۳- سم شناسی
۱۴- پزشکی ورزشی 
۱۵- پزشکی تحقیقی
۱۶- پیشگیری از آسیب
۱۷- هایپرباریک و زیرپوستی
۱۸- آسایشگاه و تسکین
۱۹- طب سالمندان 
۲۰- مشاهده
۲۱- طب حمل بیمار
۲۲- پزشکی قانونی
۲۳- داروشناسی
۲۴- پزشکی قانونی بالینی
۲۵- طب کار
۲۶- مدیریت درد
۲۷- سلامت پیشگیرانه 
۲۸- سانحه
۲۹- طب تاکتیکی